# Ralston (Alberta)
Ralston est une communauté située dans la province d'Alberta, dans le sud-est.